# Dornes (Ferreira do Zêzere)
Dornes is een dorp en freguesia van de Portugese gemeente Ferreira do Zêzere. Er zijn 594 inwoners (2011).
Het dorp ligt op een schiereiland in het stuwmeer van Castelo do Bode, in de rivier de Zêzere. Er vindt bosbouw plaats, voornamelijk eucalyptus voor de papierindustrie. Verder is er toerisme, vooral voor mensen die op zoek zijn naar rust en natuur. Er zijn verschillende wandelroutes. Er is een middeleeuwse toren, die behoorde bij het tempelierskasteel van Tomar, met een bijbehorend kerkje. Vanaf het dorp Paio Mendes, een andere freguesia van Ferreira do Zêzere, loopt er een oude pelgrimsweg met 14 kruizen, die bij het kerkje in Dornes uitkomt.
In het dorp is de speelfilm Dot.com opgenomen.

## Fotogalerij

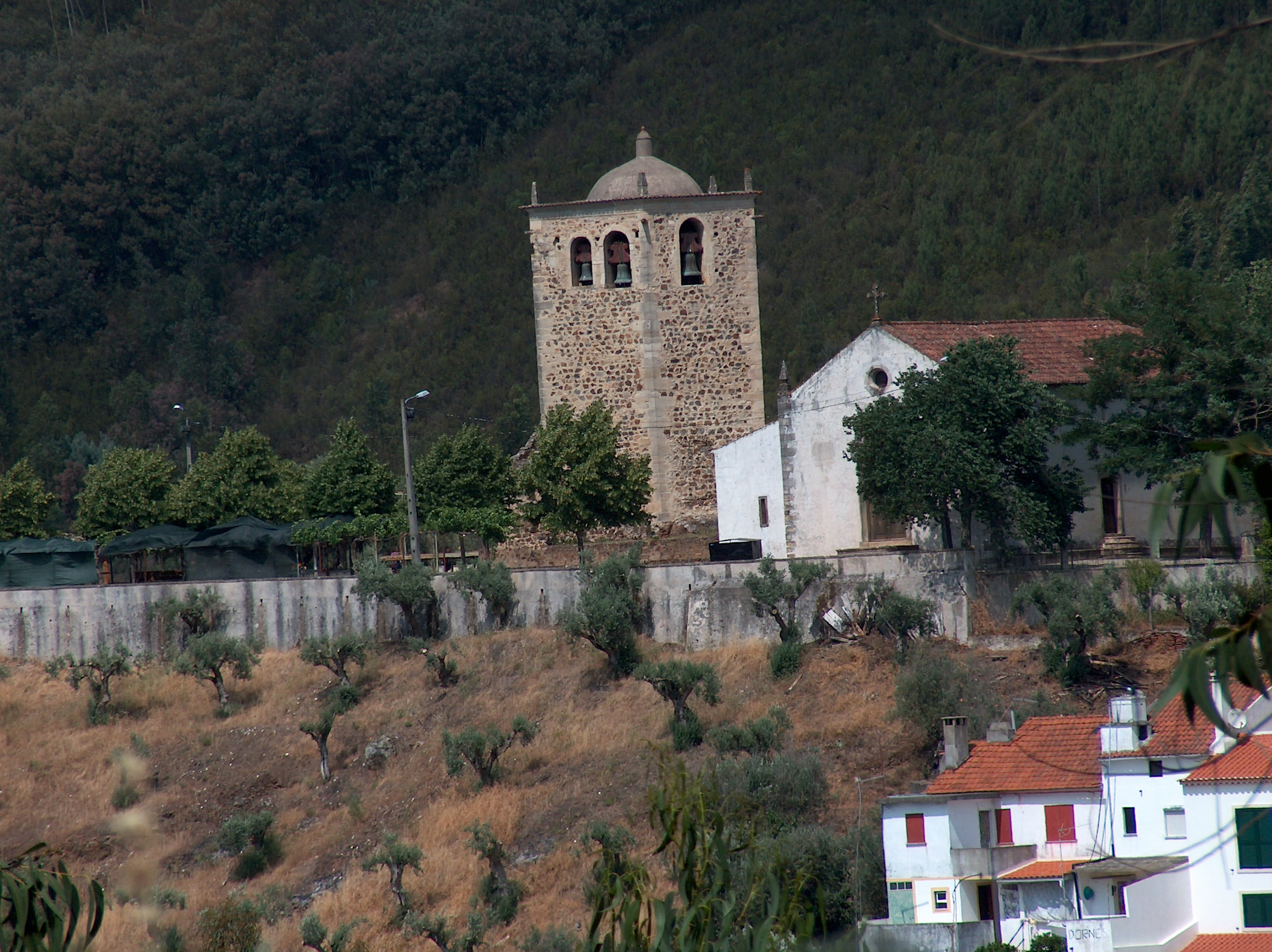
Dornes met tempelierstoren
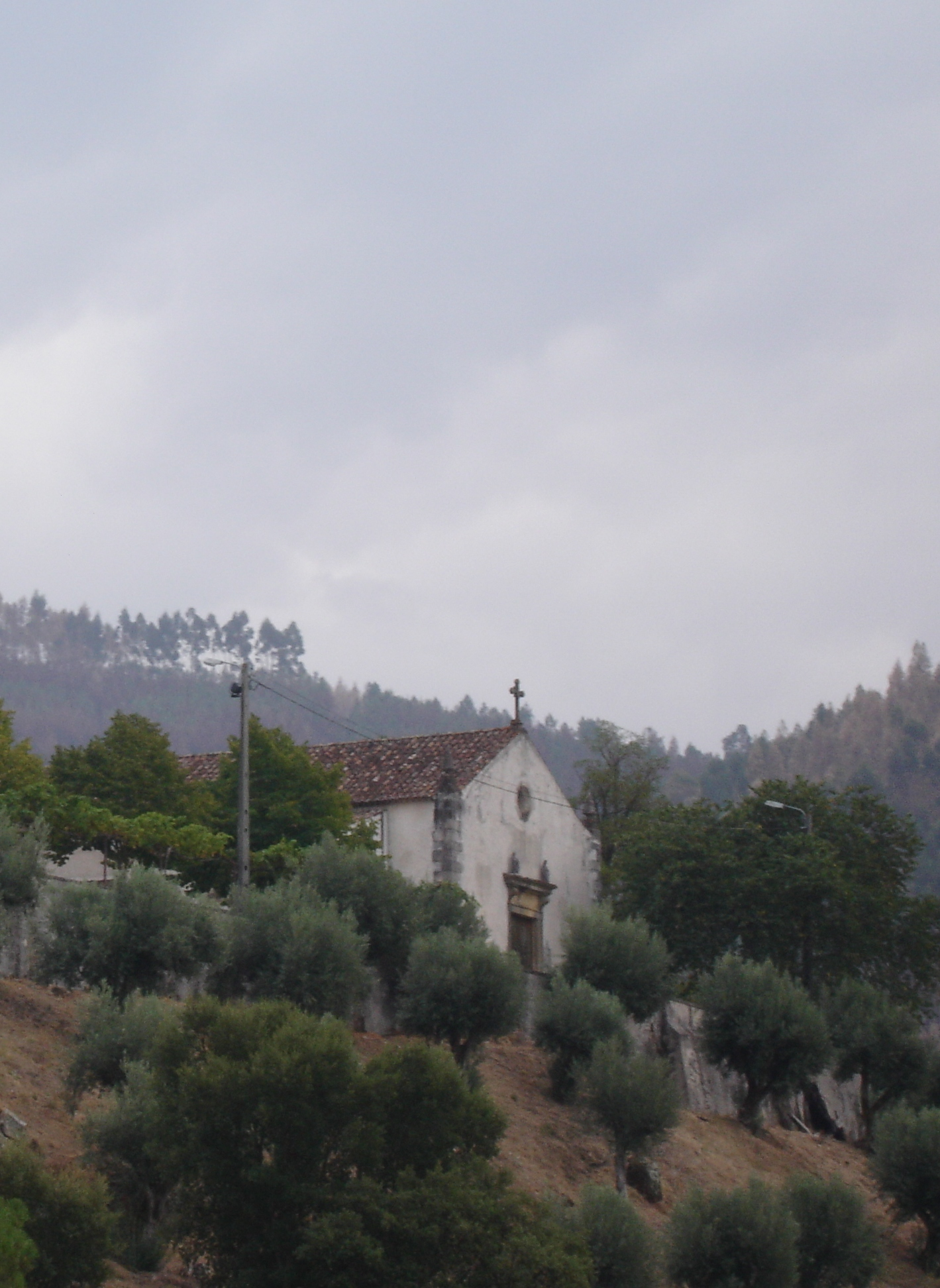
Kerk van Dornes